# Kresta-I-Klasse
Projekt 1134 Berkut, von der NATO als Kresta-I-Klasse bezeichnet, war eine Klasse von vier Lenkwaffenkreuzern der sowjetischen und später der russischen Marine.

## Geschichte
Zu Beginn der 1960er-Jahre gab die sowjetische Marine den Auftrag zur Entwicklung einer neuen schlagkräftigen Kreuzerklasse, welche vor allem auch gegen U-Boote eingesetzt werden konnte. Dies war eine Reaktion auf die Entwicklung der U-Boot-gestützten Mittelstreckenraketen UGM-27 Polaris, die zu dieser Zeit in den USA getestet wurde. Die amerikanischen U-Boote wurden nun zu einer noch größeren Gefahr, was starke Anti-U-Boot-Kapazitäten erforderte. Die in den 1960ern in Dienst gestellten sowjetischen Kreuzer der Projekt 58 (Kynda-Klasse) waren aber für Überwasserziele ausgelegt und verfügten daher nicht über genügend Anti-U-Boot-Waffen. Dies führte zur Entwicklung der Kresta-I-Klasse, welche vor allem zur U-Boot-Bekämpfung ausgelegt war, jedoch auch über schlagkräftige Anti-Schiff-Raketen verfügte. Einige Jahre später wurde dann noch die Projekt 1134A (Kresta-II-Klasse) in Dienst gestellt, die mit noch höheren U-Boot-Abwehrkapazitäten ausgestattet wurde, dafür aber die Anti-Schiff-Bewaffnung einbüßte.

## Konstruktion

### Bewaffnung
Beidseits der Brücke waren die Schiffe der Kresta-I-Klasse je mit einem Doppelstarter für Seezielflugkörper vom Typ P-35 (NATO-Code: SS-N-3B Shaddock) ausgerüstet. Die Flugkörper erzielen eine Reichweite von 460 km und können wahlweise mit einem 930-kg-Hohlladungssprengkopf oder einem Nukleargefechtskopf mit 20 kT bestückt werden.
Zur Luftabwehr waren zwei Doppelstarter für die Marineversion der M-1 Wolna (NATO-Code: SA-3-Goa) installiert. Ein Starter befand sich auf dem Deck vor der Brücke, der zweite war, vom Heck aus gesehen, hinter dem Hubschrauberhangar platziert. Die dazugehörigen Raketen haben eine Reichweite von 15 km, mit der modernisierten Variante werden Reichweiten von etwa 25 km erreicht. Die Raketen können wahlweise gegen Luft- so wie auch gegen Seeziele eingesetzt werden. Die Schiffe der Kresta-I-Klasse konnten mit bis zu 44 dieser Raketen bestückt werden.
Die Kresta-I-Klasse war zudem mit zwei Zwillingsgeschützen vom Typ AK-725 ausgestattet. Die Geschütze haben ein Kaliber von 57 mm, eine Reichweite von etwa 8,5 km und eine Kadenz von 200 Schuss/min. Allerdings sind sie gegen anfliegende Raketen praktisch wirkungslos. Ob sie effektiv gegen Flugzeuge eingesetzt werden können, ist unklar. Sie befanden sich beidseitig der Aufbauten der hinteren Schiffshälfte.
Zur U-Boot-Abwehr waren zwei zwölfrohrige Wasserbombenwerfer vom Typ RBU-6000 am Bug, zwei sechsrohrige Wasserbombenwerfer vom Typ RBU-1000 beidseitig des Hubschrauberhangars und zwei fünfrohrige Torpedostarter installiert. Die RBU-6000 verfügen über eine Reichweite von 6.000 m und haben ein Kaliber von 213 mm. Die dazugehörigen Geschosse sind 110 kg schwer, der Sprengkopf hat ein Gewicht von 25 kg. U-Boote können damit in einer Tiefe von 10 bis 500 m bekämpft werden. Die RBU-1000 verfügen über eine Reichweite von 1.000 m und ein Kaliber von 300 mm. Das Geschossgewicht beträgt hier 195 kg und der Sprengkopf hat ein Gewicht von 95 kg.
Die Hälfte der vier Schiffe dieser Klasse – die Vize-Admiral Drosd sowie die Admiral Sosulja – wurden zusätzlich mit vier sechsläufigen Gatlingkanonen des Typs AK-630 nachgerüstet. Diese befanden sich beidseitig der Aufbauten in der Schiffsmitte.

### Abmessungen und Antrieb
Die Schiffe der Kresta-I-Klasse waren 156 m lang, 17 m breit und hatten einen Tiefgang von ca. 6 m.
Sie hatten standardmäßig eine Verdrängung von ca. 6100 t und voll beladen ca. 7500 t. Die Schiffe wurden von zwei Dampfturbinen mit insgesamt etwa 91.000 WPS auf zwei Wellen angetrieben. Damit wurden Höchstgeschwindigkeiten von bis zu 34 Knoten erreicht. Die Reichweite betrug bei einer Idealgeschwindigkeit von 14 Knoten etwa 10.400 Seemeilen, bei 18 Knoten etwa 5.000 Seemeilen.

## Einheiten
Alle vier Einheiten der Klasse wurden mittlerweile außer Dienst gestellt und abgewrackt. Drei davon wurden noch in der Sowjetunion außer Dienst gestellt. Ein Schiff, Wize-Admiral Drosd (russisch: Вице-адмирал Дрозд) sank 1992 auf dem Weg zur Abwrackung.
Das letzte Schiff, Admiral Sosulja (russisch: Адмирал Зозуля), wurde Ende 1994 im Hafen von Baltijsk außer Dienst gestellt und 1995 abgewrackt.
| Name               | Name Russisch      | Kiellegung | Indienststellung | Außerdienststellung | Abwrackung                               |
| ------------------ | ------------------ | ---------- | ---------------- | ------------------- | ---------------------------------------- |
| Wize-Admiral Drosd | Вице-адмирал Дрозд | 1965       | 1968             | 1990                | 1992 auf dem Weg zur Abwrackung gesunken |
| Wladiwostok        | Владивосток        | 1964       | 1969             | 1990                | 1995                                     |
| Sewastopol         | Севастополь        | 1966       | 1969             | 1990                | 1991                                     |
| Admiral Sosulja    | Адмирал Зозуля     | 1965       | 1969             | 1994                | 1995                                     |